# Planet Earth (canción)
"Planet Earth" —en español: «Planeta Tierra»— es el primer sencillo de la banda británica de new wave Duran Duran. Fue compuesta por los miembros de la banda, y producida por Colin Thurston para su álbum debut de estudio Duran Duran (1981). La canción fue lanzada en febrero de 1981. En las listas de Australia esta canción alcanzó el #8, fue el primer Top 10 de la Banda.

## Versiones de la Canción
- La Canción fue hecho cover por el dúo Italo dance Dav*Isa y se lanzó como sencillo en 1995.
- "Planet Earth" fue hecho cover por Hate Dept. para su álbum de cover's de los 80's (Newer Wave 2.0) en 1998.
- La canción fue hecho cover por la banda británica pop punk Cranial Screwtop apareciendo en el álbum Too Fast for Technology en 2006.
- Cheryl Cole en su canción "Stand Up" referencia partes de "Planet Earth" en el Estribillo.[1]

## Formatos y canciones
– Sencillo en 7": EMI / EMI 5295
1. "Planet Earth" – 3:59
2. "Late Bar" – 2:54

 – Sencillo en 12": EMI / 12 EMI5295 
1. "Planet Earth (Night Version)" – 6:20
2. "Planet Earth" – 3:59
3. "Late Bar" – 2:54

- CD: Part of "Singles Box Set 1981-1985" boxset

1. "Planet Earth" – 3:59
2. "Late Bar" – 2:54
3. "Planet Earth (Night Version)" – 6:20

## Posicionamiento en listas

### Listas semanales
| Listas      | Mejor posición |
| ----------- | -------------- |
| Reino Unido | 12             |
| Australia   | 8              |
| Irlanda     | 14             |
| Portugal    | 1              |

## Otras apariciones
Álbumes:
- Duran Duran (1981)
- Carnival (1982)
- Arena (1984)
- Decade (1989)
- Night Versions: The Essential Duran Duran (1998)
- Greatest (1998)
- Strange Behaviour (1999)
- Singles Box Set 1981-1985 (2003)

Videos:
- Dancing On The Valentine (1984)

## Personal
- Simon Le Bon - voz principal y coros
- Andy Taylor - guitarra eléctrica y coros
- John Taylor - bajo y coros
- Nick Rhodes - sintetizadores y caja de ritmos
- Roger Taylor: batería